# Драгана Зарич
Драгана Зарич (нар. 1 серпня 1977) — колишня сербська тенісистка.
Найвищу одиночну позицію світового рейтингу — 157 місце досягла 2 квітня 2001, парну — 82 місце — 10 червня 2002 року.
Здобула 4 одиночні та 24 парні титули туру ITF.
Найвищим досягненням на турнірах Великого шолома був чвертьфінал в парному розряді.
Завершила кар'єру 2006 року.

## Фінали турнірів WTA

### Парний розряд:1 поразка
| Результат | Дата           | Турнір                        | Tier   | Покриття | Партнерка    | Суперниці                       | Рахунок  |
| --------- | -------------- | ----------------------------- | ------ | -------- | ------------ | ------------------------------- | -------- |
| Поразка   | 22 квітня 2001 | Budapest Grand Prix, Угорщина | Tier V | Ґрунт    | Жофія Губачі | Жанетта Гусарова Татьяна Гарбін | 1–6, 3–6 |

## Фінали ITF
| Легенда          |
| ---------------- |
| турніри $100,000 |
| турніри $75,000  |
| турніри $50,000  |
| турніри $25,000  |
| турніри $10,000  |

### Одиночний розряд: 13 (4–9)
| Результат | Ранг | Дата            | Турнір                             | Покриття   | Суперниця           | Рахунок             |
| --------- | ---- | --------------- | ---------------------------------- | ---------- | ------------------- | ------------------- |
| Поразка   | 1.   | 20 березня 1995 | ITF Castellón de la Plana, Іспанія | Ґрунт      | Міхо Саекі          | 1–6, 6–1, 6–7(2)    |
| Поразка   | 2.   | 16 жовтня 1995  | ITF Жуе-ле-Тур, Франція            | Тверде     | Емманюелль Курутше  | 6–7(6), 6–7(5)      |
| Перемога  | 3.   | 30 жовтня 1995  | ITF Нікосія, Кіпр                  | Ґрунт      | Антоанета Пандєрова | 6–2, 6–3            |
| Поразка   | 4.   | 12 травня 1997  | ITF Новий Сад, Сербія              | Ґрунт      | Татьяна Гарбін      | 4–6, 1–6            |
| Поразка   | 5.   | 1 березня 1998  | ITF Буші, Велика Британія          | Килим (i)  | Олена Татаркова     | 2–6, 6–4, 0–6       |
| Поразка   | 6.   | 30 квітня 2000  | ITF Борнмут, Велика Британія       | Ґрунт      | Селіма Сфар         | 5–7, 2–6            |
| Перемога  | 7.   | 7 травня 2000   | ITF Гатфілд, Велика Британія       | Ґрунт      | Каміль Пен          | 7–6(4), 6–4         |
| Поразка   | 8.   | 8 травня 2000   | ITF Суонсі, Велика Британія        | Ґрунт      | Крістіна Вілер      | 4–6, 6–7(4)         |
| Перемога  | 9.   | 22 жовтня 2000  | ITF Кардіфф, Велика Британія       | Килим (i)  | Лоранс Куртуа       | 7–5, 5–7, 6–4       |
| Поразка   | 10.  | 18 лютого 2001  | ITF Саттон, Велика Британія        | Тверде (i) | Ірина Селютіна      | 3–6, 1–6            |
| Поразка   | 11.  | 17 лютого 2002  | ITF Саттон, Велика Британія        | Тверде (i) | Зузана Ондрашкова   | 6–7(5), 4–6         |
| Поразка   | 12.  | 10 жовтня 2004  | ITF Подгориця, Чорногорія          | Ґрунт      | Миляна Аданко       | 3–6, 3–6            |
| Перемога  | 13.  | 16 жовтня 2004  | ITF Герцег Новий, Чорногорія       | Ґрунт      | Маша Зец-Пешкірич   | 6–7(4), 6–4, 7–6(5) |

### Парний розряд: 40 (24–16)
| Результат | Ранг | Дата              | Турнір                           | Покриття   | Партнерка          | Суперниці                                          | Рахунок          |
| --------- | ---- | ----------------- | -------------------------------- | ---------- | ------------------ | -------------------------------------------------- | ---------------- |
| Поразка   | 1.   | 24 квітня 1995    | ITF Барі, Італія                 | Ґрунт      | Марина Гойкович    | Аліче Канепа Джулія Казоні                         | 0–6, 0–6         |
| Поразка   | 2.   | 20 листопада 1995 | ITF Гавр, Франція                | Ґрунт (i)  | Марина Лазаровська | Маркета Штускова Патріція Вартуш                   | 4–6, 5–7         |
| Перемога  | 3.   | 4 березня 1996    | ITF Бухен, Німеччина             | Килим (i)  | Марина Лазаровська | Ліза Фріц Катерина Тиханкіна                       | 6–4, 4–6, 6–4    |
| Поразка   | 4.   | 7 квітня 1996     | ITF Афіни, Греція                | Ґрунт      | Марлен Вайнгартнер | Анніка Ліндстедт Анна-Карін Свенссон               | 0–6, 2–6         |
| Перемога  | 5.   | 5 травня 1996     | ITF Балагер, Іспанія             | Ґрунт      | Аріадне Кацуліс    | Патрісія Азнар Йоланда Клемот-Lerendegui           | 7–5, 6–4         |
| Перемога  | 6.   | 26 січня 1997     | ITF Бостад, Швеція               | Тверде (i) | Анніка Ліндстедт   | Анна-Карін Свенссон Патті ван Аккер                | 6–7, 7–6, 6–3    |
| Поразка   | 7.   | 2 лютого 1997     | ITF Рунгстед, Данія              | Килим (i)  | Кристина Поятина   | Лінда Янссон Анніка Ліндстедт                      | 6–4, 5–7, 4–6    |
| Поразка   | 8.   | 16 лютого 1997    | ITF Рогашка Слатина, Словенія    | Килим (i)  | Гіла Розен         | Барбара Шварц Патріція Вартуш                      | 1–6, 4–6         |
| Перемога  | 9.   | 20 квітня 1997    | ITF Барі, Італія                 | Ґрунт      | Сандра Начук       | Ципора Обзилер Анна Смашнова                       | 6–4, 6–2         |
| Поразка   | 10.  | 12 травня 1997    | ITF Новий Сад, Сербія            | Ґрунт      | Теодора Недева     | Татьяна Гарбін Франческа Гвардільї                 | 4–6, 4–6         |
| Перемога  | 11.  | 25 травня 1997    | ITF Скоп'є, Республіка Македонія | Ґрунт      | Теодора Недева     | Лаура Фодорян Катя Альтілія                        | 6–3, 6–2         |
| Поразка   | 12.  | 21 вересня 1997   | ITF Софія, Болгарія              | Ґрунт      | Сандра Начук       | Сандра Клезель Карін Кшвендт                       | 4–6, 4–6         |
| Перемога  | 13.  | 17 травня 1998    | ITF Новий Сад, Сербія            | Ґрунт      | Татьяна Єчменіца   | Антоанета Пандєрова Десислава Топалова             | 6–2, 7–5         |
| Поразка   | 14.  | 14 вересня 1998   | ITF Оточець, Словенія            | Ґрунт      | Нора Кевеш         | Катарина Среботнік Ясмін Вер                       | 2–6, 3–6         |
| Перемога  | 15.  | 15 лютого 1999    | ITF Редбрідж, Велика Британія    | Тверде (i) | Нора Кевеш         | Ленка Немечкова Патріція Вартуш                    | 6–1, 6–4         |
| Перемога  | 16.  | 1 березня 1999    | ITF Біль, Швейцарія              | Тверде (i) | Нора Кевеш         | Лаура Бао Марілен Лузі                             | 6–2, 6–2         |
| Перемога  | 17.  | 17 жовтня 1999    | ITF Велін, Велика Британія       | Тверде (i) | Мая Матевжич       | Магда Міхалаке Зузана Валекова                     | 7–6(1), 5–7, 6–2 |
| Перемога  | 18.  | 8 травня 2000     | ITF Суонсі, Велика Британія      | Ґрунт      | Нора Кевеш         | Наталія Єгорова Катерина Сисоєва                   | 2–6, 6–4, 6–3    |
| Поразка   | 19.  | 25 червня 2000    | ITF Горіція, Італія              | Ґрунт      | Мая Матевжич       | Ванесса Менга Алісія Ортуньйо                      | 6–4, 4–6, 1–6    |
| Перемога  | 20.  | 9 жовтня 2000     | ITF Велін, Велика Британія       | Тверде (i) | Шеллі Стефенс      | Антонелла Серра-Дзанетті Адріана Серра-Дзанетті    | 4–0, 5–3, 4–1    |
| Перемога  | 21.  | 16 вересня 2001   | ITF Бордо, Франція               | Ґрунт      | Сандра Начук       | Кончіта Мартінес Гранадос Антонелла Серра-Дзанетті | 6–2, 7–6(6)      |
| Поразка   | 22.  | 4 листопада 2001  | ITF Болтон, Велика Британія      | Тверде (i) | Сандра Начук       | Марія Головизніна Бахія Мухтассен                  | 4–6, 3–6         |
| Перемога  | 23.  | 12 лютого 2002    | ITF Саттон, Велика Британія      | Килим (i)  | Сільвія Плішке     | Марет Ані Галина Фокіна                            | 7–5, 6–3         |
| Перемога  | 24.  | 13 травня 2002    | ITF Бромма, Швеція               | Ґрунт      | Катарина Мишич     | Жоана Кортез Тіффані Дабек                         | 6–4, 6–4         |
| Перемога  | 25.  | 21 травня 2002    | ITF Турин, Італія                | Ґрунт      | Катарина Мишич     | Еріка Краут Каталін Мароші                         | 7–6(5), 6–3      |
| Перемога  | 26.  | 12 серпня 2002    | ITF Аоста, Італія                | Ґрунт      | Катарина Мишич     | Марія Фернанда Алвеш Андрея Ехрітт-Ванк            | 7–5, 7–6(6)      |
| Перемога  | 27.  | 15 жовтня 2002    | ITF Саутгемптон, Велика Британія | Тверде (i) | Аманда Гопманс     | Ліга Декмеєре Івонн Дойл                           | 6–2, 6–1         |
| Поразка   | 28.  | 27 жовтня 2002    | ITF Сен-Рафаель, Франція         | Тверде (i) | Катарина Мишич     | Антоанета Пандєрова Десислава Топалова             | 6–4, 3–6, 1–6    |
| Поразка   | 29.  | 18 лютого 2003    | ITF Редбрідж, Велика Британія    | Тверде (i) | Катарина Мишич     | Ольга Барабанщикова Надія Островська               | 4–6, 6–1, 5–7    |
| Перемога  | 30.  | 2 березня 2003    | ITF Острава, Чехія               | Тверде (i) | Роберта Вінчі      | Галина Воскобоєва Магдалена Зденовкова             | 6–2, 6–4         |
| Поразка   | 31.  | 23 червня 2003    | ITF Фонтанафредда, Італія        | Ґрунт      | Марія Гезненге     | Лі Тін Сунь Тяньтянь                               | 4–6, 3–6         |
| Поразка   | 32.  | 30 червня 2003    | ITF Штутгарт, Німеччина          | Ґрунт      | Марія Гезненге     | Антонія Матіч Анжеліка Реш                         | 1–6, 6–7(2)      |
| Перемога  | 33.  | 21 вересня 2003   | ITF Софія, Болгарія              | Ґрунт      | Десислава Топалова | Даніела Клеменшиц Сандра Клеменшиц                 | 6–3, 7–5         |
| Перемога  | 34.  | 10 травня 2004    | ITF Стокгольм, Швеція            | Ґрунт      | Надія Островська   | Софія Арвідссон Ганна Ноні                         | 7–6(3), 6–3      |
| Поразка   | 35.  | 5 липня 2004      | ITF Дармштадт, Німеччина         | Ґрунт      | Катарина Мишич     | Ванесса Генке Мартіна Мюллер                       | 1–6, 5–7         |
| Перемога  | 36.  | 10 жовтня 2004    | ITF Подгориця, Чорногорія        | Ґрунт      | Катарина Мишич     | Янетте Бейлкова Биляна Павлова-Димитрова           | 6–1, 6–2         |
| Перемога  | 37.  | 16 жовтня 2004    | ITF Герцег Новий, Чорногорія     | Ґрунт      | Катарина Мишич     | Аля Зец-Пешкірич Маша Зец-Пешкірич                 | 6–1, 6–2         |
| Перемога  | 38.  | 29 листопада 2004 | ITF Каїр, Єгипет                 | Ґрунт      | Катарина Мишич     | Галина Фокіна Раїса Гуревич                        | 7–5, 6–4         |
| Перемога  | 39.  | 6 грудня 2004     | ITF Каїр, Єгипет                 | Ґрунт      | Катарина Мишич     | Галина Фокіна Раїса Гуревич                        | 6–2, 6–2         |
| Поразка   | 40.  | 30 січня 2005     | ITF Сандерленд, Велика Британія  | Тверде (i) | Катарина Мишич     | Софія Арвідссон Мартіна Мюллер                     | 2–6, 3–6         |